# Daihatsu Sonica
La Daihatsu Sonica est une petite voiture du constructeur Daihatsu, réservée au marché japonais et appartenant, dans ce pays, à la catégorie des keijidōsha. Dessinée comme une vraie petite voiture polyvalente, et donc loin des standards cubiques entretenus par les plupart des keijidōsha, la Sonica semble plus grande qu'elle ne l'est réellement. Elle respecte pourtant les cotes minimalistes exigées par sa catégorie (moins de 3,40 m de long sur moins de 1,48 m de large) mais sa ligne presque basse la rend plutôt élégante.

## La gamme
Uniquement livrable en 5 portes (le marché japonais est très peu demandeur de 3 portes), la Sonica est une 4 places, comme toutes ses rivales keijidosha. La gamme est assez réduite, avec un 3 cylindres uniquement proposé en version suralimentée de 64 ch et exclusivement associé à une boîte automatique à variateur CVT.

## Sa carrière
La Sonica est sortie en juin 2006, mais Daihatsu a rapidement compris qu'elle ne ferait pas partie de ses best-sellers. Sur une demi-année 2006, elle ne parvenait à séduire que 15 000 clients. Plus préoccupant, lors de sa première année pleine, 2007, sa diffusion chutait de près de 50 % : seules 8 500 Sonica étaient alors vendues au Japon, la classant seulement 101e sur le marché. En 2008, sa diffusion chutait encore de moitié sur un marché pourtant de plus en plus orienté vers les keijidōsha, mais qui fait surtout honneur aux lignes cubiques. La commercialisation de la Sonica a cessé lors du premier semestre 2009.